# María Alejandra Tosta
María Alejandra Tosta (Caracas, 27 de enero de 1967) es una exbailarina, coreógrafa y maestra de ballet venezolana, radicada en Argentina.

## Biografía
Inició sus estudios de danza en Caracas en la Escuela Ballet-Arte de la Fundación Gustavo Franklin, dirigida por la maestra Lidija Franklin. En 1983 pasó a formar parte del Ballet Teresa Carreño, que en aquel entonces estaba bajo la dirección artística de Enrique Martínez y, posteriormente, de Vicente Nebrada.
En 1986 comenzó a bailar roles de solista y rápidamente ascendió a los puestos principales.
En 1988 recibió una invitación del Ballet du Nord para participar en algunas temporadas de la compañía, bajo la dirección artística de Alfonso Catá. 
En 1991, Vicente Nebrada la envió a Londres a montar la coreografía de Nebrada Nuestros Valses, en el English National Ballet. Después de esa oportunidad Tosta se radicó definitivamente en Europa y posteriormente pasó a formar parte de la compañía Nomades-Le Loft, dirigida por Serge Campardon y Florence Faure. Nebrada volvió a ofrecerle, en 1992, el remontaje de una de sus obras para la compañía francesa Concordanse, donde también consiguió un contrato como bailarina principal.
En 1993 audicionó y quedó seleccionada en el Béjart Ballet Lausanne, compañía dirigida por Maurice Béjart; trabajó con esa compañía desde 1993 y hasta 1998, bailando en todas las temporadas. Dejó el Ballet de Lausanne en 1998 y se unió al Ballet Nacional de Marsella, dirigido por Marie-Claude Pietragalla, como bailarina principal.
Se mudó a Argentina y en 2009, el Instituto Cultural de Buenos Aires, la nombró asistente al director de la compañía Ballet del Sur.
Obtuvo su Diploma del Estado francés como Profesora de Ballet Clásico, dedicándose desde entonces a la enseñanza.
Trabajó como maestra y ensayista del Ballet Estable del Teatro Colón de Buenos Aires, del Ballet de la Provincia de Salta, Ballet Oficial de la Provincia de Córdoba y Ballet Contemporáneo del Teatro San Martín, Buenos Aires.
Madrina de la Fundación Alexander Ananiev, Salta, Argentina.